# Sønder Vissing Kirke
Sønder Vissing Kirke ligger i landsbyen Sønder Vissing i Sønder Vissing Sogn, knap 7 kilometer nord for Brædstrup, Horsens Kommune.
I våbenhuset står runestenen Sdr. Vissing 2, mens runestenen Sdr. Vissing 1 står inde i selve hovedskibet, under orgelet.

## Eksterne kilder og henvisninger
- Sønder Vissing Kirke hos KortTilKirken.dk
- Sønder Vissing Kirke hos danmarkskirker.natmus.dk (Danmarks Kirker, Nationalmuseet)